# Angerfist
Angerfist, pseudoniem van Danny Johannes Masseling (Denekamp, 20 juni 1981), is een Nederlands hardcoreproducer en -dj. Andere aliassen waaronder Angerfist bekendstaat zijn onder andere Kid Morbid, Bloodcage, Denekamps Gespuis, Roland & Sherman, M4ZE PUSHER en Menace II Society hoewel er weinig meer onder deze aliassen verschijnt. Masseling produceert ook voor andere (hardcore)artiesten.

## Biografie
Masseling begon zijn carrière in 2001, met het versturen van een demo richting de directeur van BZRK Records. De tape werd positief beoordeeld, en Masseling werd gecontracteerd onder de namen Menace II Society en Angerfist. Masseling wist al snel enig respect af te dwingen in de nustyle gabberscene vanwege zijn agressieve muziekstijl. Deze kenmerkt zich door harde bassdrums en felle doordreunende slagen die binnen het genre erg populair zijn. Hij heeft vele hardcore-hits op zijn naam staan, waaronder: Criminally Insane, Raise Your Fist en The World Will Shiver. De DJ volgt de populaire "extremere" weg van het genre: zijn tracks krijgen een agressiever lijkend geluid en een hoger BPM (Beats Per Minute, Bastonen Per Minuut). Angerfist is op deze manier bekender geworden, wat de vraag naar optredens doet groeien. Mede hierdoor mocht hij The Anthem (het themalied) maken voor Masters of Hardcore. Met het nummer "The World will Shiver" had hij impact op het hardcore-milieu.
Masseling trad op op grote feesten en concerten als Qlimax, Sensation Black, Thunderdome, Defqon.1, Decibel Outdoor, Mysteryland, Dominator en Masters of Hardcore-evenementen. 
Tijdens de liveoptredens van Angerfist zijn vaak videobeelden te zien, en ook worden er vaak vrienden uitgenodigd voor optredens. Angerfist treedt naar voorkeur met een ijshockeymasker op. Het gebruik van deze maskers is afgeleid van de horrorfilm Friday the 13th, waarin de antagonist (Jason Voorhees) een vergelijkbaar masker droeg. De liveoptredens worden ondersteund door MC Prozac (Minne Roos). Danny produceert ook nog mee met Minne aan de tracks van Bloodcage, maar op het podium doet Minne dit alleen.
Door Angerfist gebruikte tekstsamples komen onder meer uit fragmenten rap van Eminem, animefilms, films als The Rock, Goodfellas en Full Metal Jacket en de horrorfilm Underworld. Deze samples uit Underworld waren gebruikt in het nummer Broken Chain (in samenwerking met Crucifier) is gemaakt. Ook het nummer Take U Back is een voorbeeld hiervan: Angerfist haalde het zinnetje "We're here to take u back with us" uit een al bijna 30 jaar oude animefilm genaamd Akira.

### DJ Mag Top 100
In 2017 haalde Angerfist plek 40 in de DJ Mag top 100. Hiermee was hij de hoogst scorende producer binnen de hardcore. Ook haalde hij in 2018 plek 29 in de DJ Mag top 100, wat de hoogste plek voor hardcore ooit was.

## Discografie

### Albums
| Album met eventuele hitnotering(en) in de Nederlandse Album Top 100 | Datum van verschijnen | Datum van binnenkomst | Hoogste positie | Aantal weken | Opmerkingen |
| ------------------------------------------------------------------- | --------------------- | --------------------- | --------------- | ------------ | ----------- |
| Pissin' razorbladez                                                 | 25-03-2006            | -                     |                 |              |             |
| Mutilate                                                            | 2008                  | 12-04-2008            | 61              | 5            |             |
| Retaliate                                                           | 22-11-2011            | 31-03-2012            | 75              | 1            |             |
| The Deadfaced Dimension                                             | 14-11-2014            |                       |                 |              |             |
| Raise & Revolt                                                      | 28-11-2015            |                       |                 |              |             |
| Creed Of Chaos                                                      | 02-12-2017            |                       |                 |              |             |
| Diabolic Dice                                                       | 23-11-2019            |                       |                 |              |             |

### Singles
| Jaar | Single                                                                                     |
| ---- | ------------------------------------------------------------------------------------------ |
| 1998 | Fuck Trance                                                                                |
| 2001 | My Style From The Darkside                                                                 |
| 2001 | Within The Darkness                                                                        |
| 2001 | Cannibal                                                                                   |
| 2001 | The Number                                                                                 |
| 2001 | Killerfist                                                                                 |
| 2002 | Fuck Off                                                                                   |
| 2002 | Kid Morbid - No Escape From My Wrath                                                       |
| 2002 | It Never Stops                                                                             |
| 2002 | Menace II Society - Chronic Disorder                                                       |
| 2002 | Menace II Society - Fear Of Others                                                         |
| 2002 | Menace II Society - Son of a bitch                                                         |
| 2002 | Criminally Insane (met een sample uit Rammsteins Sonne)                                    |
| 2003 | B.A.M.M.M (Bonified Alkoholik Musik Making Muthafucka)                                     |
| 2003 | Maniac Killa                                                                               |
| 2003 | Audio Waste                                                                                |
| 2004 | Raise Your Fist                                                                            |
| 2004 | Break Society Down                                                                         |
| 2004 | Too Weird To Die                                                                           |
| 2004 | Ultra Rebel                                                                                |
| 2004 | Shattered Hope                                                                             |
| 2004 | Krazy                                                                                      |
| 2004 | Menace II Society - Alkoholik                                                              |
| 2005 | Take U Back                                                                                |
| 2005 | Penis Enlarger vs. Akira                                                                   |
| 2005 | Raise Your Bottle vs. Korsakoff                                                            |
| 2005 | Dortmund '05                                                                               |
| 2005 | Life                                                                                       |
| 2005 | The World Will Shiver (Masters of Hardcore anthem 2005)                                    |
| 2005 | Chop Chop                                                                                  |
| 2005 | Yes                                                                                        |
| 2005 | The Fast Lane                                                                              |
| 2006 | Dance With The Wolves                                                                      |
| 2006 | My Critic Fetish                                                                           |
| 2006 | With The Fresh Style                                                                       |
| 2006 | De ep Towards Isolation                                                                    |
| 2006 | Pissin Razorbladez                                                                         |
| 2006 | Sting Like A Scorpion                                                                      |
| 2006 | Spit On You                                                                                |
| 2006 | Megamix                                                                                    |
| 2006 | Twisting My Mind                                                                           |
| 2007 | Vato                                                                                       |
| 2007 | Right Through Your Head                                                                    |
| 2007 | Broken Chain (vs. Crucifier)                                                               |
| 2007 | Alles Kut Enter (vs. Tomcat & Rudeboy)                                                     |
| 2007 | T.N.T. (vs. Tomcat & Rudeboy)                                                              |
| 2007 | Superior (vs. Outblast & Predator)                                                         |
| 2007 | Put It Up (vs. Tomcat & Rudeboy)                                                           |
| 2008 | Postcard From Hell (vs. T-Junction)                                                        |
| 2008 | The Switch                                                                                 |
| 2008 | Choices                                                                                    |
| 2008 | Smoke Yo Momma                                                                             |
| 2008 | Silent Notes                                                                               |
| 2008 | Like This                                                                                  |
| 2008 | Sensational Gargle (vs. Crucifier)                                                         |
| 2008 | 187 (vs. Predator)                                                                         |
| 2008 | In A Million Years                                                                         |
| 2008 | Anticipate                                                                                 |
| 2008 | House Fucka                                                                                |
| 2008 | Riotstarter                                                                                |
| 2008 | Handz On My Ballz (vs. The Beat Controller)                                                |
| 2008 | That Shooting Pain (vs. D-Spirit)                                                          |
| 2008 | Radical                                                                                    |
| 2009 | Legend (met Predator)                                                                      |
| 2009 | Brother's Keepers                                                                          |
| 2009 | Tonight (vs. Crucifier)                                                                    |
| 2010 | The Voice Of Mayhem (vs. Outblast & MC Tha Watcher)                                        |
| 2010 | Roland & Sherman - Somewhere Down The Lane                                                 |
| 2010 | Angerfist - Take U Back HQ                                                                 |
| 2010 | Megamix 2010                                                                               |
| 2010 | A New Level Of Freak (vs. T-Junction)                                                      |
| 2010 | No Better Future (vs. T-Junction)                                                          |
| 2010 | And Jesus Wept                                                                             |
| 2011 | Incoming                                                                                   |
| 2011 | Odious (vs. Outblast)                                                                      |
| 2011 | The Depths of Despair (Masters of Hardcore anthem 2011)                                    |
| 2011 | Raise Your Fist Again (vs. MC Da Mouth Of Madness)                                         |
| 2011 | Megamix 2011                                                                               |
| 2012 | The Desecrated                                                                             |
| 2012 | Santiago (vs. Miss K8)                                                                     |
| 2012 | Pagans (vs. Lowroller)                                                                     |
| 2012 | Bloodrush (vs. Miss K8)                                                                    |
| 2012 | Fuck The Promqueen (Tripped Remix)                                                         |
| 2012 | Buckle Up And Kill                                                                         |
| 2012 | Incoming (Lowroller Remix)                                                                 |
| 2012 | Eraser                                                                                     |
| 2012 | And Jesus Wept (Switch Technique Remix)                                                    |
| 2012 | The Road To Fame (I:Gor Remix)                                                             |
| 2012 | Megamix 2012                                                                               |
| 2013 | Make It Bun Dem (Angerfist & Kid Morbid Bootleg)                                           |
| 2013 | Don't Fuck With Me                                                                         |
| 2013 | From The Blackness                                                                         |
| 2013 | Street Fighter                                                                             |
| 2013 | Just Like Me (vs. Tha Playah & MC Jeff)                                                    |
| 2013 | When You're Gone (vs. Radical Redemption)                                                  |
| 2013 | Burn This MF Down                                                                          |
| 2013 | Megamix 2013                                                                               |
| 2014 | Knock Knock                                                                                |
| 2014 | Megamix 2014                                                                               |
| 2015 | Temple Of Disease                                                                          |
| 2015 | Strange Man In Mask                                                                        |
| 2015 | Messing With The Wrong Man                                                                 |
| 2015 | Messenger Of God (vs. Radical Redemption)                                                  |
| 2015 | Get MF Raw (vs. MC Jeff)                                                                   |
| 2015 | The Deadfaced Dimension (vs. MC Nolz)                                                      |
| 2015 | Claim You (vs. Dyprax)                                                                     |
| 2015 | Bloodshed (vs. Unexist & Satronica)                                                        |
| 2015 | Mindscape (vs. Predator)                                                                   |
| 2015 | Outta Control (vs. Evil Activities & E-Life)                                               |
| 2015 | Bad Attitude                                                                               |
| 2015 | Loser                                                                                      |
| 2015 | Shadowman (vs. Decipher & Shinra)                                                          |
| 2015 | Relinquish (vs. Lowroller)                                                                 |
| 2015 | Slice Em Up (vs. Tieum & MC Nolz)                                                          |
| 2015 | Reason To Hate (vs. Radium)                                                                |
| 2015 | Bring The Pain (vs. Noize Suppressor)                                                      |
| 2015 | Inframan (vs. Dr Peacock)                                                                  |
| 2015 | Vato (Hardbouncer Remix)                                                                   |
| 2015 | Dirty Man (vs. Tieum)                                                                      |
| 2015 | Wake Up Fucked Up (vs. Negative A)                                                         |
| 2015 | New World Order (vs. Miss K8)                                                              |
| 2015 | Full Gentle Racket                                                                         |
| 2015 | Chaos & Evil (Andy The Core Remix)                                                         |
| 2015 | Odious (vs. Outblast & State Of Emergency Remix)                                           |
| 2015 | Immortal (vs. Hellsystem)                                                                  |
| 2015 | The People Got A Choice (vs. Drokz)                                                        |
| 2015 | Deathmask (vs. Drokz & Tripped Remix)                                                      |
| 2015 | Fresh With The Gargle (vs. Crucifier & Partyraiser Remix)                                  |
| 2015 | Take U Back (Mad Dog Remix)                                                                |
| 2015 | Necroslave (N-Vitral Remix)                                                                |
| 2015 | Angerfist & Neophyte ft Alee & Diesel - Fight With Anger                                   |
| 2015 | Tieum & Angerfist - Sock It                                                                |
| 2015 | Angerfist - Megamix 2015                                                                   |
| 2016 | Angerfist & Miss K8 - Bogota                                                               |
| 2016 | Angerfist & Noize Suppressor - Back with the Hard Street Shit                              |
| 2016 | Angerfist & Radical Redemption - Order Of Hostility                                        |
| 2016 | Angerfist & N-Vitral - Fist In Your Face                                                   |
| 2016 | Tieum & Angerfist - The Murdera                                                            |
| 2016 | Destructive Tendencies & Angerfist - Fortress Of Solitude                                  |
| 2016 | Angerfist - Megamix 2016                                                                   |
| 2017 | Angerfist & Furyan - HOAX                                                                  |
| 2017 | Bodyshock & Angerfist ft. Tha Watcher - Blood For Blood                                    |
| 2017 | Outblast & Angerfist feat. Tha Watcher - Die Hard                                          |
| 2017 | Angerfist & Nolz - Creed of Chaos (official anthem)                                        |
| 2017 | Angerfist - Boomstick                                                                      |
| 2018 | Angerfist & Tha Watcher - Tournament of Tyrants (official Masters of Hardcore 2018 Anthem) |
| 2018 | Nolz with Angerfist & Radical Redemption - Nocturnolz                                      |
| 2018 | Angerfist - Pennywise (Official Video)                                                     |
| 2018 | Angerfist - The Desecrated (Radical Redemption Remix)                                      |
| 2018 | Angerfist & System Overload - Hustlers                                                     |
| 2018 | Angerfist - Creature                                                                       |
| 2018 | Angerfist - Critter                                                                        |
| 2019 | Angerfist & Nolz - Rally of Retribution (Official Dominator 2019 anthem)                   |
| 2019 | Angerfist - Freddy                                                                         |
| 2019 | Angerfist - Diabolic Dice (Official Anthem)                                                |
| 2019 | Angerfist - Soldier                                                                        |
| 2019 | Angerfist - Attack Of The Dice                                                             |
| 2019 | Angerfist - Solid Stigma                                                                   |
| 2019 | Angerfist - Geto Tremble                                                                   |
| 2020 | Angerfist - Mighty Methods                                                                 |
| 2020 | Angerfist - Born To Rule                                                                   |
| 2020 | Angerfist - R3VOLUTION                                                                     |
| 2020 | Angerfist, GridKiller - Virtuele Disaster                                                  |
| 2020 | Angerfist, Mike Redman - Reprogrammer                                                      |
| 2020 | Angerfist, Tha Watchee - Face My Style                                                     |
| 2021 | Angerfist, Miss K8 - Break Of Dawn                                                         |
| 2021 | Angerfist, Restrained - You Ain't Real                                                     |
| 2021 | Angerfist - What Happened                                                                  |
| 2021 | Angerfist, Tha Playah - Prophecy                                                           |
| 2022 | Angerfist - Beyond Strenght                                                                |
| 2022 | Angerfist - The Other Side                                                                 |
| 2022 | Reinier Zonneveld, Angerfist - Fist On Acid                                                |
| 2022 | Angerfist, Radical Redemption - Cannibal                                                   |
| 2022 | Angerfist - Back To The Future                                                             |
| 2022 | Angerfist, Da Mouth of Madness - Bodybag                                                   |
| 2022 | Angerfist, Deadline Guns - The Deadly Fist                                                 |
| 2023 | Angerfist, Miss K8 - Breinbreker                                                           |
| 2023 | Angerfist - Blackness Defqon.1 2023 BLACK OST                                              |
| 2023 | Angerfist, Dither - The Fist And The Hammer                                                |
| 2023 | Angerfist, Gridkiller - Lethal Assassins                                                   |
| 2023 | Angerfist, Nolz - Syndicate Of Noise (Syndicate 2023 Anthem)                               |

### Remixes
| Jaar | Originele artiest                | Single                                       |
| ---- | -------------------------------- | -------------------------------------------- |
| 2002 | DJ Outblast                      | Hey Motherfuckers (Angerfist Remix)          |
| 2005 | Art of Fighters vs. Nico & Tetta | I Became Hardcore (Angerfist Remix)          |
| 2005 | Human Resource                   | Dominator (Outblast & Angerfist Remix)       |
| 2005 | Negative A                       | Suck My Dick (Angerfist Remix)               |
| 2005 | Noize Suppressor                 | Bonecrusher (Angerfist Remix)                |
| 2005 | Outblast                         | Time To Make A Stand (Angerfist Remix)       |
| 2007 | Paul Elstak                      | You're a Hardcore Hooligan (Angerfist Remix) |
| 2009 | Tha Playah                       | Mastah of Shock (Angerfist Remix)            |
| 2009 | Kasparov met MC Raw              | We will dominate (Angerfist Remix)           |
| 2010 | Outblast & Korsakoff             | Unleash the Beast (Angerfist Remix)          |
| 2011 | Marshall Masters                 | I Like It Loud (Angerfist Remix)             |
| 2012 | Hellsystem                       | Shut Up & Die (Angerfist Remix)              |
| 2013 | Neophyte & Evil Activities       | One Of These Days (Angerfist Remix)          |
| 2015 | Counterfeit & Negative A         | Self-Acclaimed Criminals (Angerfist Remix)   |
| 2015 | Satronica & Unexist              | Fuck the System (Angerfist Remix)            |
| 2017 | Tha Playah                       | Why So Serious? (Angerfist Remix)            |